# 弥生 (初代神風型駆逐艦)
|          |                                                                                |
| 艦歴     |                                                                                |
| 計画     | 明治37年度臨時軍事費                                                           |
| 起工     | 1904年8月20日                                                                  |
| 進水     | 1905年8月7日                                                                   |
| 就役     | 1905年9月23日                                                                  |
| その後   | 1905年12月12日駆逐艦に種別変更 1912年8月28日三等駆逐艦 1924年12月1日雑役船編入 |
| 除籍     | 1924年12月1日                                                                  |
| 廃船     | 1926年6月16日                                                                  |
| 処分     | 1926年8月10日撃沈処分                                                          |
| 性能諸元 |                                                                                |
| 排水量   | 常備：381t 満載：450t                                                          |
| 全長     | 69.2メートル                                                                   |
| 全幅     | 6.6メートル                                                                    |
| 吃水     | 1.8メートル                                                                    |
| 機関     | レシプロエンジン2基2軸、6,000hp                                                |
| 最大速力 | 29ノット                                                                       |
| 航続距離 | 11ノット/850カイリ                                                             |
| 乗員     | 70人                                                                           |
| 兵装     | 80mm（40口径）単装砲 2門 80mm（28口径）単装砲 4門 450mm魚雷発射管 2門          |

弥生（やよい / やよひ、旧字体：彌生）は、大日本帝国海軍の駆逐艦で、神風型駆逐艦 (初代)の3番艦である。同名艦に睦月型駆逐艦の「弥生」があるため、こちらは「弥生 (初代)」や「弥生I」などと表記される。

## 艦歴
1904年（明治37年）8月20日、横須賀海軍工廠で起工。1905年（明治38年）2月15日、命名（製造番号第3号）。同年8月7日、進水。同日附で駆逐艦に類別。同年9月23日、竣工。
1924年（大正13年）12月1日、駆逐艦籍より除籍。雑役船に編入。1926年（大正15年）6月16日、廃船。同年8月10日、豊後水道沖島沖で、標的として撃沈処分。

## 艦長
※『日本海軍史』第9巻・第10巻の「将官履歴」及び『官報』に基づく。
艦長
- 土師勘四郎 少佐：1905年9月1日 - 12月12日

駆逐艦長
- 土師勘四郎 少佐：1905年12月12日 - 1906年1月25日
- 庄野義雄 少佐：1906年1月25日 - 2月14日
- 大宮釤次郎 少佐：1906年2月14日 - 1907年2月9日
- 前川義一 大尉：1907年2月9日 - 9月28日
- 吉村信成 少佐：1907年9月28日 - 1908年7月16日
- 影浦喜次郎 大尉：1908年7月16日 - 11月20日
- 小沢八郎 大尉：1908年11月20日 - 1910年5月23日
- 横尾敬義 大尉：1910年5月23日 - 1911年5月23日
- 本宿直次郎 大尉：1911年5月23日 - 12月1日
- 藤田許太郎 大尉：1911年12月1日 - 1913年4月1日
- 松平胖 大尉：1913年4月1日 - 1913年12月1日
- 高辻広長 大尉：1913年12月1日 - 1914年5月27日
- 加藤雅一 大尉：1914年5月27日 - 1915年12月13日
- 塩島美雄 大尉：1915年12月13日 - 1916年4月11日
- 古川良一 少佐：1916年4月11日 - 1916年10月27日
- 渋谷荘司 大尉：1916年10月27日 - 1917年7月2日
- 水落高五郎 少佐：1917年7月2日 - 12月1日[7]
- 森田重房 大尉：1917年12月1日[7] -
- 石井順三 大尉：不詳 - 1918年12月1日[8]
- 奥野晃 大尉：1918年12月1日[8] - 1919年4月26日[9]
- 後藤英次 大尉：1919年4月26日 - 1921年9月1日
- （兼）春日末章 大尉：1921年9月1日[10] - 12月1日[11]
- （兼）須藤平三郎 少佐：1921年12月1日[11] - 1922年4月8日[12]
- 福原一郎 大尉：1922年4月8日[12] - 6月10日[13]
- 園二郎 大尉：1922年6月10日[13] - 1923年4月1日[14]
- 村瀬頼治 大尉：1923年4月1日[14] - 1924年2月5日[15]
- （兼）宮武重敏 大尉：1924年2月5日[15] - 6月16日[16]
- （兼）吉田孝 大尉：1924年6月16日[16] -